# Marcelino Iglesias
Marcelino Iglesias Ricou (Bonansa, 16 de abril de 1951) es un político español del PSOE-Aragón, presidente de la Diputación General de Aragón entre 1999 y 2011. Fue además, entre 2010 y 2012, el secretario de Organización del PSOE.

## Biografía
Durante su niñez estuvo muy ligado al medio natural, dado que su padre tenía una vaquería y que creció siempre rodeado del paisaje de los Pirineos. Al acabar el colegio (estudios de secundaria realizados en el seminario de Barbastro), realizó estudios superiores en el seminario de Huesca durante un curso, antes de decidirse definitivamente por la actividad empresarial.

### Carrera política
Empezó siendo alcalde de Bonansa, su pueblo natal, desde 1983. Más tarde fue presidente de la Diputación Provincial de Huesca desde 1987 a 1995
Marcelino Iglesias ocupó la secretaría del PSOE-Aragón en Huesca hasta el Congreso Provincial celebrado en marzo de 2001. Fue secretario regional del PSOE-Aragón desde el mes de diciembre de 2000 hasta abril de 2012 y diputado en las Cortes de Aragón entre 1991 y 2011, donde presidió el grupo parlamentario socialista desde las elecciones de 1995 hasta su salida del parlamento aragonés en 2011.
Presidió el XXV Congreso Federal en el que José Luis Rodríguez Zapatero fue elegido secretario general del partido.
En febrero de 2002 resultó elegido en Bruselas miembro de la mesa del Comité de las Regiones y Jefe de la Delegación Española ante el mismo Comité.

### Presidente de la Diputación General de Aragón (1999-2011)

#### V Legislatura (1999-2003)
En las elecciones autonómicas del 13 de junio de 1999

#### VI Legislatura (2003-2007)
En las elecciones autonómicas del 2003
 El 20 de enero de 2007

#### VII Legislatura (2007-2011)
- En las elecciones autonómicas del 2007

El 28 de septiembre de 2008 anunció que no concurriría como candidato en las próximas elecciones a celebrar en 2011. La entonces secretaria de Estado de Educación, Eva Almunia, le sustituyó como candidata a la Presidencia de la Diputación General. En dichas elecciones el PSOE bajó de 30 a 22 escaños en las Cortes de Aragón, perdiendo el gobierno, si bien Iglesias fue elegido diputado por Huesca en la cámara autonómica.
Autovía Huesca-Lérida, "agradecimientos" a la futura devolución de los bienes de Sijena
El 23 de abril de 2012, fue galardonado con la Medalla de Aragón. "Zaragocista del año".

### Secretario de Organización del PSOE
El 20 de octubre de 2010, el presidente del Gobierno de España, José Luis Rodríguez Zapatero, anuncia, tras una profunda reforma en su gobierno, su propuesta de nombrar a Iglesias secretario de Organización del PSOE, en sustitución de Leire Pajín, que pasa a ser ministra de Sanidad. De este modo, el 23 de octubre de 2010, Iglesias es ratificado por el Comité Federal en dicho cargo y se convierte, así, en el número tres del PSOE a nivel nacional por detrás de Rodríguez Zapatero (secretario general del partido) y José Blanco (vicesecretario general).

### Vida posterior

#### Portavoz en el Senado
Tras abandonar la presidencia de Aragón, fue designado senador por las Cortes de Aragón, incorporándose a la Cámara Alta. En diciembre de 2011 fue nombrado portavoz del grupo del PSOE en el Senado de España, cargo que mantuvo hasta septiembre de 2014.

## Cargos desempeñados
- Alcalde de Bonansa (1983-1995).
- Presidente de la Diputación Provincial de Huesca (1987-1995).
- Diputado por Huesca en las Cortes de Aragón (1991-1995).
- Diputado por Zaragoza en las Cortes de Aragón (1995-2011).
- Presidente del PSOE-Aragón (1996-1997).
- Presidente del Grupo Parlamentario Socialista en las Cortes de Aragón (1995-1999).
- Presidente de la Diputación General de Aragón (1999-2011).
- Secretario general del PSOE de Aragón (2000-2012).
- Secretario de Organización del PSOE (2010-2012).
- Senador designado por las Cortes de Aragón (2011-2019).
- Portavoz del PSOE en el Senado (2011-2014).
- Presidente del PSOE-Aragón (desde 2025).